# Perzische eik
De Perzische eik (Quercus macranthera) is een boom uit de familie Fagaceae. De soort komt van oorsprong voor in Noord-Iran, Turkije en in het zuidoosten van het Kaukasus gebergte. De soort is voor het eerst beschreven in 1838 door Friedrich Ernst Ludwig von Fischer en Carl Anton von Meyer in het Bulletin de la Societe Imperiale des Naturalistes de Moscou. De soort heeft een economische functie. 

## Kenmerken
De Perzische eik wordt tot 20 en in zeldzame gevallen tot 30 meter hoog en heeft een koepelvormige kroon. De schors van de boom is dun. De scheuten  zijn viltig grijs van kleur en zijn behaard. In het tweede jaar worden de scheuten kaal. De bladeren variëren in lengte van 8 tot 20 centimeter en hebben een omgekeerd eironde vorm. De bladschijf is plat en regelmatig gelobd. De lobben zijn eirond en elke kant van de bladschijf telt zeven tot elf lobben. De lobben in het midden van de bladschijf zijn qua formaat het grootst. De bladschijf telt zeven tot elf paar nerven. De bovenkant van het blad is donkergroen van kleur en is bijna haarloos. De onderkant van het blad is grijs en heeft geelachtige haren. De vruchten zijn ongeveer 2,5 centimeter lang en zijn eivormig. De top van de vruchten is bedekt met een hoedje.

## Ecologie
Het verspreidingsgebied van de Perzische eik beslaat het noorden van Iran, Turkije, Azerbeidzjan en Armenië. De soort groeit op de steppe en droge bossen op rijke gronden. De bodem kan variëren van  licht zuur tot sterk alkalisch. De soort groeit op lichte plekken maar is licht schaduwverdragend. De soort groeit op zandige bodems vermengt met grind of leem. De soort is gevoelig voor vocht, temperatuur en is in de meeste gevallen winterhard.
Gezaagdbladige eik (Q. acutissima) · 
Amerikaanse witte eik (Q. alba) · 
Japanse eik (Q. aliena) · 
Gouden eik (Q. alnifolia) · 
Californische struikeik (Q. berberidifolia) · 
Tweekleurige eik (Q. bicolor) · 
Moseik (Q. cerris) · 
Hulsteik (Q. coccifera) · 
Scharlaken eik (Q. coccinea) · 
Japanse keizereik (Q. dentata) ·  
Portugese eik (Q. faginea) · 
Steeneik (Q. ilex) · 
Californische zwarte eik (Q. kelloggii) · 
Quercus lamellosa · 
Quercus lusitanica · 
Perzische eik (Q. macranthera) · 
Mongoolse eik (Q. mongolica) · 
Moeraseik (Q. palustris) · 
Wintereik (Q. petraea) · 
Donzige eik (Q. pubescens) · 
Pyrenese eik (Q. pyrenaica) · 
Zomereik (Q. robur) · 
Amerikaanse eik (Q. rubra) · 
Kurkeik (Q. suber)